# August Neithardt

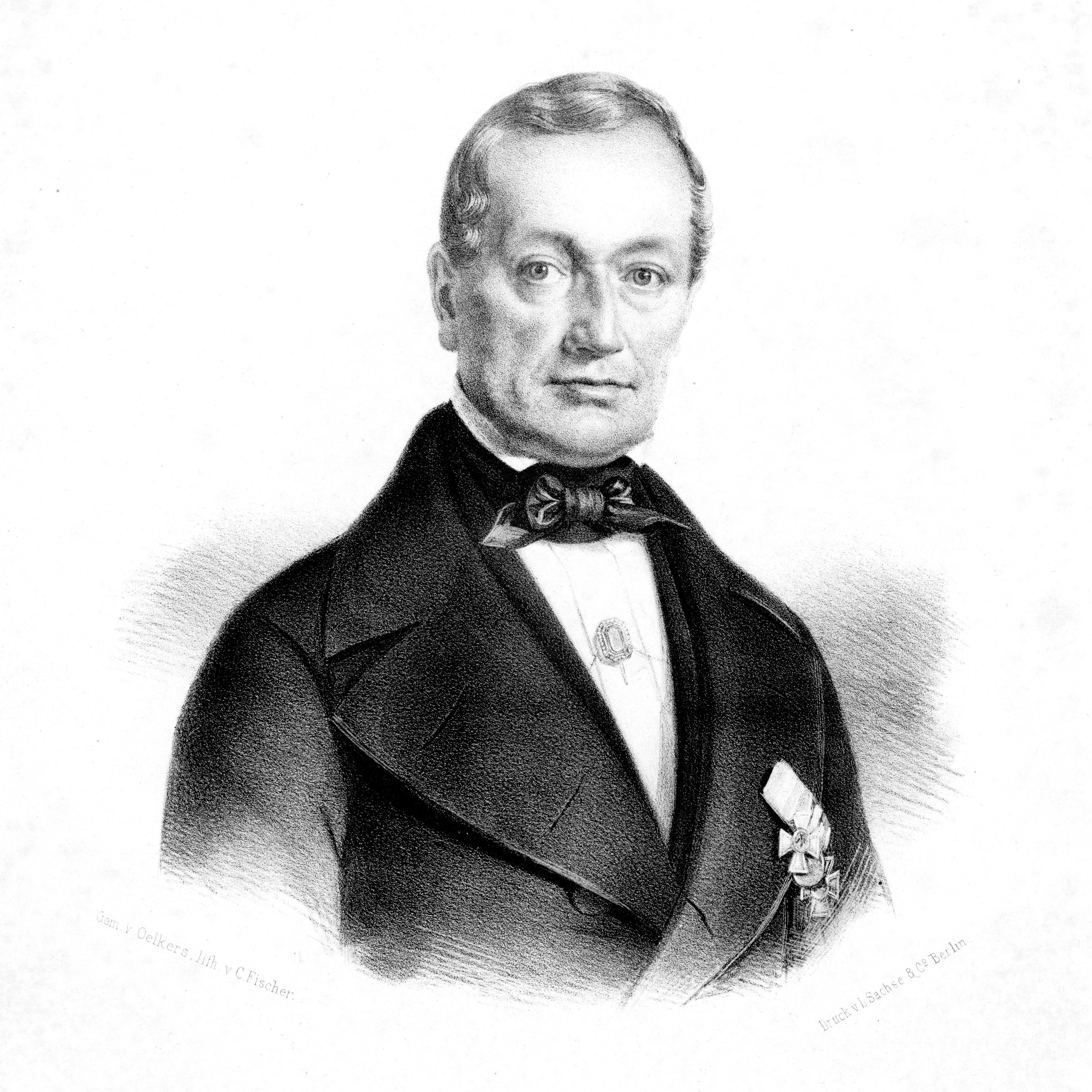
August Neithardt

Heinrich August Neithardt (* 10. August 1793 in Schleiz; † 18. April 1861 in Berlin) war ein deutscher Komponist der Romantik.

## Leben
Neithardt erhielt seine musikalische Ausbildung durch den Schleizer Hoforganisten Gotthilf Friedrich Ebhardt und wurde 1816, nachdem er an den Befreiungskriegen als Freiwilliger teilgenommen hatte, zum preußischen Stabshautboisten (Militärkapellmeister) ernannt. Er diente zunächst im Garde-Schützen-Bataillon sowie ab 1822 im Kaiser-Franz-Garde-Grenadier-Regiment Nr. 2. Im Jahre 1840 nahm er seinen Abschied vom Militär.
Mittlerweile war er durch seine Komposition des Liedes „Ich bin ein Preuße, kennt ihr meine Farben?“ (Preußenlied) so populär geworden, dass ihm Friedrich Wilhelm III. am 15. Juni 1839 den Musikdirektortitel verlieh.
1838 wurde er Leiter des liturgischen Chores am Berliner Dom, welcher fünf Jahre später im Königlichen Domchor aufging. Er machte ihn durch seine Leistung zum führenden deutschen Knabenchor und weit über Deutschlands Grenzen hinaus berühmt. 1850 führte er den Domchor zu seiner ersten Auslandsreise nach London.
Neithardt betätigte sich übderdies als Herausgeber älterer und neuerer Kirchenmusik.
August Neithardt starb am 18. April 1861 nach langer Krankheit im Alter von 67 Jahren in Berlin und wurde auf dem dortigen Domfriedhof I an der Liesenstraße beigesetzt. Das Grab ist nicht erhalten geblieben.

## Werke (Auswahl)
- verschiedene Werke für Blasorchester
- geistliche Chormusik
  - Die Erde ist des Herrn (Psalm 24) op. 134
  - Gott, sei uns gnädig (Psalm 67)
  - Hilf mir, Gott (Psalm 54) op. 138
  - Misericordias Domini (1859)
  - Bleibe bei uns (1861)